# Don Pullen

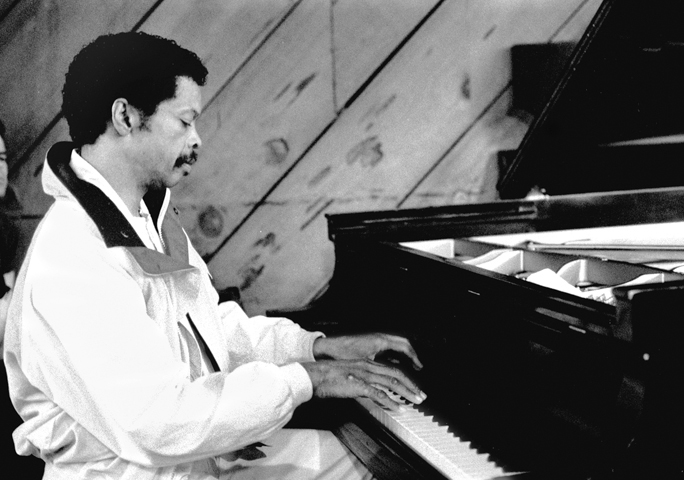
Don Pullen (1988)

Don Pullen (* 25. Dezember 1941 in Roanoke, Virginia; † 22. April 1995 in East Orange, New Jersey) war ein US-amerikanischer Jazzpianist, der auf seinem Instrument einen laut Scott Yanow überraschend leichten Zugang zum Avantgarde Jazz entwickelte. „Selbst wenn er sich relativ konventioneller Strukturen bediente, schüttelte er flinke Klangkaskaden aus dem rechten Ärmel, die zwar nicht so perkussiv wie die von Cecil Taylor waren, dafür aber fließender und mindestens ebenso aufregend.“

## Leben und Wirken
Don Pullen, der aus einer musikalischen Familie stammte, begann seine Laufbahn als Begleiter von Gospelsängern in Kirchen. Er studierte Medizin und Musik und kam dabei erstmals mit der Jazzmusik in Berührung und machte in Muhal Richard Abrams’ Experimental Band erste Erfahrungen mit dem freien Spiel. Nach seinem Studium ließ er sich ab 1964 in New York nieder und spielte dort mit verschiedenen, eher avantgardistischen Jazzmusikern zusammen, unter anderem Milford Graves und Giuseppi Logan. Mit diesen nahm er auch seine ersten Schallplatten auf, um dann bei Nina Simone, dem Altsaxophonisten Charles Williams und den Jazz Messengers zu arbeiten. Von 1973 bis 1976 gehörte er ebenso wie George Adams zur Gruppe von Charles Mingus (unter anderem Alben Changes One/Two, DVD Live at Montreux). Danach arbeitete er mit verschiedenen Musikern zusammen, so mit Hamiet Bluiett, Sam Rivers, Chico Freeman und Joseph Jarman. 1979 gründete er mit George Adams (Saxophon), Dannie Richmond (Schlagzeug) und Cameron Brown (Bass) das „George Adams/Don Pullen Quartet“, das bis zum Tod von Richmond 1988 bestand, als eine der führenden Combos des Jahrzehnts gilt und insgesamt 16 Alben aufgenommen hat.
In seinem Spätwerk setzte er sich mit ethnischen Einflüssen auseinander, so mit der African-Brazilian Connection, die er 1991 gründete. Mit dieser Gruppe sind drei Alben veröffentlicht worden. Mit einer erweiterten Besetzung (mit indianischem Chor und Perkussionisten) nahm er kurz vor seinem Tod das Album Sacred Common Ground auf, wo er sich mit seinen indigen-amerikanischen Wurzeln beschäftigte. Parallel dazu spielte er 1991–1993 mit der Saxophongruppe „Roots“ (mit unter anderem Arthur Blythe, Sam Rivers und Chico Freeman; DVD Salute to the Saxophone) und trat auch öfters in kleiner Besetzung, meist im Trio mit James Genus oder Hilliard Greene (Bass) und Lewis Nash oder Cindy Blackman (Drums) auf. In der Besetzung mit Genus/Nash wurde eine Trio-Aufnahme veröffentlicht. Zuletzt spielte er auch wieder vermehrt Orgel-Aufnahmen ein (so im Quartett mit David Murray und bei Maceo Parker).
Neben der oben skizzierten „Hauptlinie“ war Pullen mit den Leaders auf Tournee und arbeitete zudem an Aufnahmen von Jane Bunnett, Herbie Mann, Marcello Melis und anderen Jazzmusikern sowie an mehreren Tonträgern von Kip Hanrahan mit. Insgesamt ist er auf über 90 Schallplatten und CDs zu hören.

## Diskographische Hinweise
- Solo Piano Album (Sackville, 1975)
- Warriors (Black Saint, 1978) mit Chico Freeman, Fred Hopkins, Bobby Battle
- Evidence of Things Unseen (Black Saint, 1983) solo
- The Sixth Sense (Black Saint, 1985)
- Live at Montmartre (mit George Adams, John Scofield, Cameron Brown, Dannie Richmond; Timeless, 1985)
- Random Thoughts (Blue Note, 1990) mit James Genus, Lewis Nash
- Ode to Life (Blue Note, 1993) mit Carlos Ward, Nilson Matta, Mor Thiam, Guilherme Franco
- Evidence of Things Unseen, solo.
- Sacred Common Ground (mit African-Brazilian Connection u. a.)

## Lexikalische Einträge
- Ian Carr, Digby Fairweather, Brian Priestley: Rough Guide Jazz. Der ultimative Führer zur Jazzmusik. 1700 Künstler und Bands von den Anfängen bis heute. Metzler, Stuttgart/Weimar 1999, ISBN 3-476-01584-X.
- Leonard Feather, Ira Gitler: The Biographical Encyclopedia of Jazz. Oxford University Press, New York 1999, ISBN 0-19-532000-X.